# Jay Chattaway
Jay Chattaway (n. 8 iulie 1946, Monongahela⁠(d), Pennsylvania, SUA) este un compozitor american de coloane sonore. Este cel mai cunoscut pentru munca sa la serialele Star Trek: Star Trek: The Next Generation, Star Trek: Deep Space Nine, Star Trek: Voyager și Star Trek: Enterprise.
În 2001 a primit Premiul Primetime Emmy pentru cea mai bună muzică pentru un serial - compoziție originală dramatică (Primetime Creative Arts Emmy Award for Outstanding Music Composition for a Series (Original Dramatic Score)) pentru realizarea coloanei sonore a ultimului episod al seriei Star Trek: Voyager.
A mai creat coloane sonore pentru filme ca de exemplu: Maniac (1980), Vigilante (1983), The Big Score (1983), Walking the Edge (1983), The Rosebud Beach Hotel (1984), Missing in Action (1984), Invasion U.S.A. (1985), Silver Bullet (1985), Braddock: Missing in Action III (1988), Maniac Cop (1988), Red Scorpion (1988), Relentless (1989), Maniac Cop 2 (1990), The Ambulance (1990), Rich Girl (1991) sau Delta Force One: The Lost Patrol (2000).

## Legături externe
- Jay Chattaway la Internet Movie Database
- https://www.barnhouse.com/composer/jay-chattaway/

## Vezi și
- Listă de oameni din statul Virginia de Vest